# Apiogaster similis
Apiogaster similis är en skalbaggsart som beskrevs av Charles Joseph Gahan 1890. Apiogaster similis ingår i släktet Apiogaster och familjen långhorningar.
Artens utbredningsområde är:
- Malawi.
- Moçambique.
- Zimbabwe.

Inga underarter finns listade i Catalogue of Life.